# Bennie Slaats
Bennie Slaats (Venlo, 18 mei 1942 – aldaar, 11 april 2024) was een Nederlands voetballer die bij voorkeur als rechtsbuiten speelde. Hij stond onder contract bij VVV en MVV.

## Spelerscarrière
Slaats maakte in 1960 de overstap van amateurclub SV Blerick naar VVV. Op 4 september 1960 maakte hij er als 18-jarige zijn competitiedebuut tijdens een met 2-3 gewonnen uitwedstrijd bij Willem II. De rechtsbuiten gold als een handige speler en balgoochelaar die het publiek kon tracteren op snelle dribbles en onverwachte wendingen. Na zes seizoenen bij VVV werd hij in de zomer van 1966 door de naar de Tweede divisie gedegradeerde Venlose club voor 30.000 gulden (13.613 euro) verkocht aan provinciegenoot MVV. Daar kon hij niet rekenen op een basisplaats. Slaats keerde een jaar later terug naar de amateurs en speelde nog jarenlang bij SV Blerick en SV Panningen waar hij tot op 40-jarige leeftijd in de Hoofdklasse speelde. Hij overleed in 2024 op 81-jarige leeftijd.

## Trivia
Zijn schoonzoon Jos van Aerts was eveneens als profvoetballer actief bij VVV en later ook Eindhoven.

## Statistieken
| Seizoen         | Club            | Competitie      | Competitie | Competitie | Beker | Beker | Intertoto | Intertoto | Totaal | Totaal |
| Seizoen         | Club            | Competitie      | Wed.       | Dlp.       | Wed.  | Dlp.  | Wed.      | Dlp.      | Wed.   | Dlp.   |
| --------------- | --------------- | --------------- | ---------- | ---------- | ----- | ----- | --------- | --------- | ------ | ------ |
| 1960/61         | VVV             | Eredivisie      | 7          | 0          | 4     | 1     | 1         | 0         | 12     | 1      |
| 1961/62         | VVV             | Eredivisie      | 2          | 0          | 0     | 0     | —         | —         | 2      | 0      |
| 1962/63         | VVV             | Eerste divisie  | 14         | 0          | 2     | 1     | —         | —         | 16     | 1      |
| 1963/64         | VVV             | Eerste divisie  | 19         | 6          | 1     | 0     | —         | —         | 20     | 6      |
| 1964/65         | VVV             | Eerste divisie  | 29         | 3          | 2     | 0     | —         | —         | 31     | 3      |
| 1965/66         | VVV             | Eerste divisie  | 22         | 1          | 3     | 0     | —         | —         | 25     | 1      |
| 1966/67         | MVV             | Eredivisie      | 9          | 2          | 0     | 0     | —         | —         | 9      | 2      |
| Carrière totaal | Carrière totaal | Carrière totaal | 102        | 12         | 12    | 2     | 1         | 0         | 115    | 14     |